# 群馬県立高崎女子高等学校
群馬県立高崎女子高等学校（ぐんまけんりつ たかさきじょしこうとうがっこう）は、群馬県高崎市稲荷町に所在する県立高等学校。通称『高女（たかじょ）』。

## 沿革・歴史
- 1898年12月 - 群馬県議会において群馬県高等女学校の設立可決。
- 1899年5月 - 県内最初の女子のための中等学校として、群馬県高等女学校設立。
- 1901年6月 - 群馬県立高等女学校と改称。
- 1904年4月 - 「三蓋松の雲つなぎ」の徽章制定。
- 1912年4月 - 群馬県立高崎高等女学校と改称。
- 1916年 - 校歌制定。
- 1942年4月 - 女学生の象徴と誇りである「海老茶袴」をもとに「三蓋松茶地」の徽章制定。
- 1948年4月 - 群馬県立高崎女子高等学校となる。
- 1948年5月 - 校章制定。
- 1948年10月 - 定時制課程設置。
- 1950年9月 - 現在の「へちま襟のブレザーに六枚はぎのスカート」の制服制定。
- 1970年10月 - 第１回椎樹祭（文化祭を椎樹祭と命名）。
- 1976年8月3日 - 本白根山で登山中の生徒が死亡[1]。
- 1982年7月 - 稲荷町新校舎に全面移転、11月に椎樹館落成。
- 1983年10月 - 国民体育大会秋季大会少年女子新体操優勝。
- 1984年10月 - 第51回NHK全国学校音楽コンクール金賞（最優秀賞）受賞。
- 1989年3月 - 松樹館完成。
- 1990年3月 - 定時制課程廃止。
- 1999年5月 - 創立百周年記念式典挙行。
- 2003年4月 - 文部科学省からスーパーサイエンスハイスクールに指定（～2013年3月）。
- 2009年5月 - 創立百十周年記念式典を群馬音楽センターにて挙行。
- 2011年8月 - 全国高等学校総合体育大会山岳部優勝。
- 2019年6月 - 創立百二十周年記念式典を群馬音楽センターにて挙行。

## アクセス
- 高崎問屋町駅徒歩約10分
- 高崎駅東口徒歩約20分

## 主な学校行事
- 4月　 入学式 ・ 生徒会オリエンテーション
- 5月　 開校記念日
- 6月　 椎樹祭
- 7月　 球技大会
- 8月　 中学生学校説明会
- 9月　 スポーツの日
- 10月　修学旅行（2年生）
- 11月　文化行事週間（隔年）
- 2月　 ひな祭り（家庭クラブ）
- 3月　 卒業式

## 著名な卒業生
- 阿部百合子（女優）
- 毛利菊枝（女優）※中退
- 役山礼子（社会事業家）
- 金井美恵子（作家）
- なかそねまりこ（作家）
- 渡辺香奈（画家）
- 樋口大輔（漫画家）
- 林家つる子（落語家）
- 長田紫乃（翻訳家）
- 芳子ビューエル（通販コンサルタント）
- 里咲りさ（シンガーソングライター・起業家）
- 小菅亜由美（陸上競技）
- 美細津エメリア（陸上競技）
- 櫻井綾乃（ラグビー）
- 井田恵里香（クリケット）

## 部活動

### 運動部
- 新体操部
- バスケットボール部
- ソフトテニス部
- バレーボール部 - 春高バレー1回出場（第41回2010年）、高校総体4回出場
- 卓球部
- ハンドボール部
- テニス部
- 弓道部
- ソフトボール部
- 水泳部
- 山岳部
- 陸上部
- 剣道部
- サッカー部

### 文芸部
- 化学部
- 生物部
- 美術部
- 語学部
- 食物部
- 映画部
- 吹奏楽部
- 音楽部
- 服飾部
- 文芸部
- 地学部
- 物理部
- 書道部
- 演劇部
- 茶華道部
- 放送部
- マンドリン部
- JRC部
- 写真部
- 新聞部
- 百人一首部
- 漫画研究部